# Grb Združenih držav Amerike
Grb Združenih Držav Amerike (angleško: Great Seal of the United States) se uporablja za potrjevanje določenih dokumentov, ki jih izda zvezna vlada ZDA. Grb je bil prvič javno predstavljen leta 1782.